# Island i olympiska vinterspelen 1952
Island deltog med 11 deltagare vid de olympiska vinterspelen 1952 i Oslo. Ingen av landets deltagare erövrade någon medalj.